# Буїнський кантон
Буїнський кантон (рос. Буинский кантон, тат. Буа кантоны) — адміністративно-територіальна одиниця в складі Татарської АРСР, яка існувала в 1920—1930 роках. Центр кантону — місто Буїнськ. Площа — 2,8 тис. км². Населення — 143,0 тис. чол. (1926).
За даними 1926 року в кантоні було 7 волостей
- Буїнська
- Бурундуківська
- Городищенська
- Дрожжанівська
- Тарханівська (центр — с. Б. Тархани)
- Убеївська (центр — с. Церковні Убеї)
- Шаймурзинська

Волості ділилися на 139 сільрад.
У 1927 році до Буїнського кантону була приєднана територія скасованого Тетюського кантону. У 1930 році Буїнський кантон, як і всі інші кантони Татарської АРСР, був скасований. На його території були утворені райони.

## Примітка
1. ↑  Демоскоп. Архів оригіналу за 21 жовтня 2020. Процитовано 18 грудня 2017.